# 金陵神学院

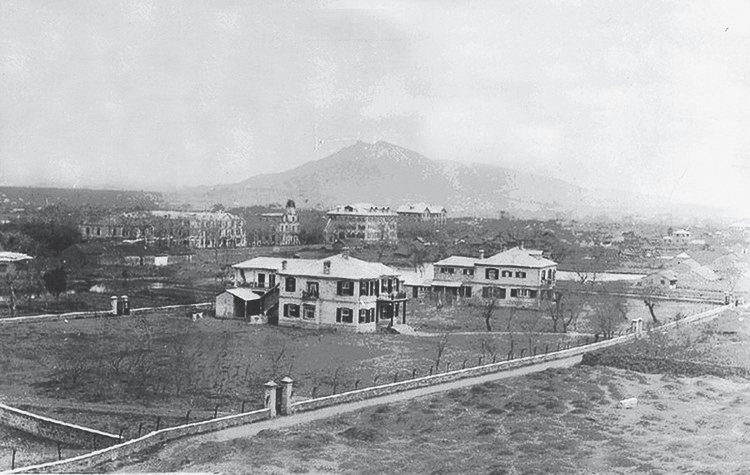
1911年摄。照片中前部建筑为金陵神学院，中部建筑群为金陵大学附属中学建筑群，再右侧为汇文女中建筑，正后方背景为紫金山。

金陵神学院，为美国美南长老会和美北长老会于1907年在中国南京联合创办，后来美以美会、监理会、基督会等陆续加入，原校址位于汉中路140号.

## 歷史
金陵神學院前身是美國基督教會在華開辦的金陵圣经学院(Nanking Bible Training School)。

金陵圣经学校是一个超宗派的在华神学机构，于1911年由卫理公会的“圣道馆”(The Fowler School of Theology)、基督教长老会华中联合神学院的“圣道书院”和美国基督会(Disciples’ Mission)的“使徒圣经学院”合并而成， 并于同年9月13日正式开学。当时的学生有44人，教职员44人。开校的第二年，校董会决定把原来的“金陵圣经学校”改名为“金陵神学”(The Nanking School of Theology)，并于同年冬天开办“金陵女子圣经学校”（即金陵女子神學院）。五年之后的1917年，“金陵神学”再改名为“金陵神学院”(Nanking Theological Seminary)。美国驻华大使司徒雷登曾在该校任教。
汉中路140号原校址1950年划给南京医学院（今南京医科大学）。1952年合组为金陵协和神学院，并迁至南京上海路大锏银巷17号原金陵女子神学院旧址。

## 建筑
汉中路140号原校址现存百年堂和传教士宿舍两栋砖木结构建筑，该校校长楼即监理会在金陵神学院内所建的百年堂，百年堂因监理会国外布道百周年纪念而得名，四层，坐西向东，传教士宿舍位于其东北侧，三层，坐北向南，目前均为南京医科大学办公楼。
1921年，美国南卡拉那省（即南卡罗莱纳州）生姆脱城三一堂捐建了这座建筑物，用作监理公会国外布道百年纪念，故名。百年堂面朝东，高四层，砖木结构，入口处直通二层的门廊，建于1921年。在大楼东南角镶嵌的白色黄岗岩碑上，有中、英两种文字的铭文。中文为楷体竖书，英文为横书，全文如下：
百年堂
此系美国南卡拉那省
生姆脱城三一堂捐献
所成用作监理公会国
外布道百周纪念
中华民国十年
西历千九百二十一年敬志
CENTENARY HALL
THE CIFT OF TRINITY CHURCH
SUMTER S.O.U.S.A
TO COMMEMORATE A CENTURY OF
FOREIGN MISSIONARY ACTIVITY IN
THE METHODIST EPISCOPAL CHURCH SOUTH 1921
在百年堂的东北面约二十余米处，还有一幢高三层的西式建筑，风格与百年堂相近。可能是传教士住宅。

## 外部連結
- 金陵协和神学院 （页面存档备份，存于）